# Крістоф ван Гарссе
Крістоф ван Гарссе (нар. 21 червня 1974) — колишній бельгійський тенісист.
Найвищу одиночну позицію світового рейтингу — 131 місце досяг 8 червня 1998 року.
Найвищим досягненням на турнірах Великого шолома було 3 коло в одиночному розряді.

## Титули на челленджерах

### Одиночний розряд: (2)
| Ранг | Рік  | Турнір              | Покриття | Суперник          | Рахунок  |
| ---- | ---- | ------------------- | -------- | ----------------- | -------- |
| 1.   | 1994 | Нагоя, Японія       | Тверде   | Леандер Паес      | 6–4, 6–3 |
| 2.   | 1997 | Portschach, Австрія | Ґрунт    | Жан-Батіст Перлан | 7–5, 6–1 |